# دوره تانوما

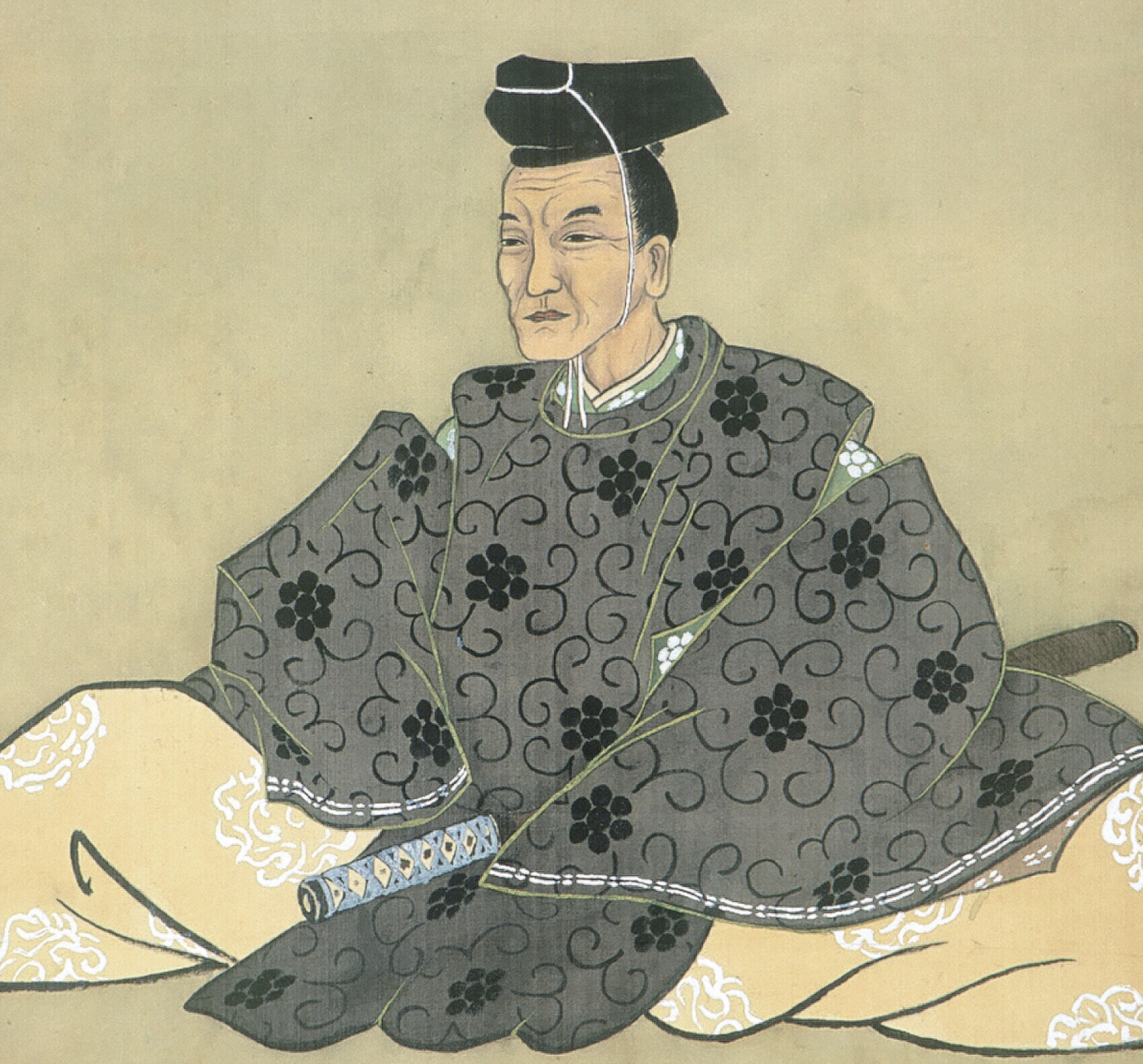
تانوما اوکیتسوگو

دوره تانوما (به ژاپنی: 田沼時代 たぬまじだい)، در تاریخ ژاپن (اواسط دوره ادو)، این دوره بر دوره‌ای متمرکز است که روجو (مشاور ارشد) تانوما اوکیتسوگو در دولت شوگون‌سالاری توکوگاوا در آن مشارکت داشت. در مطالعات تاریخی، این دوره به عنوان دوره هورکی-تنمی شناخته می‌شود که به دوره‌های هورکی، میوا، آن‌ای و تنمی (۱۷۵۱–۱۷۸۹) یا دوره تقریباً نیم قرن بین اصلاحات کیوهو و اصلاحات کانسی اشاره دارد. تعاریف متعددی برای دوره‌ای که اوکیتسوگو در آن قدرت را در دست داشت، وجود دارد، اما عموماً به عنوان دوره‌ای از سال ۱۷۶۷ (میوا ۴)، زمانی که اوکیتسوگو به مقام پیشکار ارتقا یافت، تا سال ۱۷۸۶ (تنمی ۶)، زمانی که سرنگون شد، توضیح داده می‌شود.